# Journal of Cancer Research and Clinical Oncology
Das Journal of Cancer Research and Clinical Oncology, abgekürzt als J. Cancer Res. Clin. Oncol., ist eine wissenschaftliche Fachzeitschrift, die vom Springer-Verlag im Auftrag der Deutschen Krebsgesellschaft veröffentlicht wird. Die Zeitschrift wurde 1903 unter dem Namen Zeitschrift für Krebsforschung gegründet. Im Jahr 1971 erfolgte die Änderung des Namens in Zeitschrift für Krebsforschung und klinische Onkologie. Seit 1979 erscheint sie unter dem Namen Journal of Cancer Research and Clinical Oncology, derzeit mit zwölf Ausgaben im Jahr. Es werden Arbeiten aus allen Bereichen der Krebsforschung veröffentlicht.
Der Impact Factor lag im Jahr 2015 bei 3,141. Nach der Statistik des ISI Web of Knowledge wird das Journal mit diesem Impact Factor in der Kategorie Onkologie an 94. Stelle von 213 Zeitschriften geführt.